# Nicolas Bunkerd Kitbamrung
Nicolas Bunkerd Kitbamrung est un prêtre catholique thaïlandais, né le 31 janvier 1895, mort le 12 janvier 1944 de tuberculose contractée en prison.
Il est béatifié le 5 mars 2000 par le pape Jean-Paul II sur la place Saint-Pierre à Rome. Sa fête est le 12 janvier.

## Biographie
Nicolas Bunkerd Kitbamrung naît le 31 janvier 1895 à Nakhon Pathom. Il est l'un des six enfants de Joseph Po Chang et de son épouse Agnès Thiang Krit Bamrung (thaï : ยอแซฟ โปชัง,  ะอักแนส เที่ยง กฤษบำรุง ). Certaines sources suggèrent qu'il est né le 28 février, contestant la date mentionnée sur le registre des baptêmes de la paroisse. Son père et sa mère sont tous deux convertis à la foi catholique. Le jeune Kitbamrung est baptisé le 5 février dans la paroisse Saint-Pierre, par le père René-Marie-Joseph Perros avec le nom « Benoît ».
Il commence ses études ecclésiastiques à Bang Chang (thaï : บางช้าง), à l'institut ecclésial du Sacré-Cœur en 1908, et parallèlement travaille comme catéchiste jusqu'en 1920. Il poursuivit ensuite ses études à l'étranger, à l'institut ecclésial de Penang en 1925. Il reçoit les ordres mineurs en août 1924, puis le sous-diaconat en août 1925, et le diaconat en septembre suivant,.
Nicolas Kitbamrung reçoit l'ordination sacerdotale le 24 janvier 1926 dans la cathédrale de l'Assomption de Bangkok conférée par Mgr René-Marie-Joseph Perros. Sa première affectation après son ordination est un poste de vicaire à la paroisse de Bang Nok Kheuk dans la province de Samut Songkhram, aux côtés du père Durand, curé de l'église de Bang Nokkhuek,. Il est transféré en 1928 à Phitsanulok où il enseigne la langue thaï à des prêtres salésiens, tout en enseignant la catéchèse à leurs seize séminaristes. C'est à cette époque qu'il apprend lui-même le dialecte chinois hakka,,.
Nicolas Kitbamarung aide les salésiens dès leur arrivée en Thaïlande (Siam) le 26 octobre 1927. Le 1er janvier 1928, la mission qu'il dirige avec le P. Durand prend fin quand la paroisse est confiée aux salésiens désormais formés. Il est alors nommé vicaire du P. Mirabel en 1929, qui vient lui-même d'arriver en Thaïlande,,.
En 1930, le P. Mirabel étend son activité au nord du Siam et demande à Mgr Perros d'envoyer un prêtre pour le remplacer, car il souhaite que Nicolas Kitbamrung travaille avec lui dans le nord. Les deux hommes ont commencent à Lampang, mais le P. Mirabel change d'avis et voudrait que Nicolas Kitbamrung continue à y œuvrer, pendant que lui-même irait plus au nord. Nicolas Kitbamrung continue à évangéliser, et il aide les autres prêtres à régler leurs dettes financières,.
Nicolas Kitbamarung est envoyé en mission dans le nord du Vietnam pour y travailler dans les missions locales, puis à Chiang Mai, dans le nord de la Thaïlande. Il doit y intervenir auprès des catholiques qui se sont éloignés de la foi ou de la pratique religieuse et ré-évangéliser la région. Il est ensuite envoyé dans le district de Khorat pour s'engager davantage dans la catéchèse et l'évangélisation, et il évangélise lui-même des terres presque inexplorées le long de la frontière laotienne en 1937.
Il agit pour la liberté de culte au sein d'une culture bouddhiste, le gouvernement thaïlandais étant lui-même bouddhiste. Les autorités soupçonnent Nicolas Kitbamrung de collaborer avec les Français, auxquels les Thaïlandais sont hostiles.
Les autorités thaïlandaises le considèrent comme un homme dangereux qui veut inciter les Thaïlandais à se rebeller contre leur gouvernement. Il est accusé d'espionnage pour la France en temps de guerre, et arrêté pour cela le 12 janvier 1941, il se trouve alors à la paroisse de Santa Teresa. La cloche qu'il sonne pour la messe permet de le repérer et donne le signal de son arrestation.
Nicols Kitbamrung est accusé de « rébellion contre le royaume » et emprisonné à la prison de Bang Khwang,. Il est condamné à  15 ans d'emprisonnement. Pendant sa captivité, il prêche l'Évangile et baptise 68 camarades de captivité.
Il contracte la tuberculose en prison. Les soins lui sont refusés parce qu'il est catholique. Il récite souvent des chapelets, y trouvant de la consolation. Il meurt de sa tuberculose le 12 janvier 1944 à Bangkok. Ses restes sont maintenant enterrés sous l'autel principal de la cathédrale de l'Assomption à Bangkok.

## Béatification
À partir de 1992, des fidèles thaïlandais demandent à l'archidiocèse l'ouverture de la cause de béatification de Nicolas Kitbamrung. La demande officielle est envoyée à la Congrégation pour la cause des saints, qui accepte. La cause est ouverte le 7 mars 1995, et Nicolas Kitbamrung est reconnu « serviteur de Dieu ». La Congrégation pour la cause des saint reconnaît en 1998 la validité de la procédure diocésaine, et reçoit la Positio pour évaluation en 1999. Les théologiens donnent leur accord le 29 octobre 1999, de même que les cardinaux et évêques membres de la Congrégation trois mois plus tard, le 11 janvier 2000. La confirmation de sa béatification arrive une semaine plus tard, le 27 janvier 2000, quand le pape Jean-Paul II confirme officiellement que Nicolas Kitbamrung est mort ex aerumnis carceris (victime des conséquences de l'incarcération) en haine de la foi.
Le  5 mars 2000, Jean-Paul II béatifie Nicolas Kitbamrung sur la place Saint-Pierre,. Sa fête est célébrée chaque 12 janvier.